# 冴木杏奈
冴木 杏奈（さえき あんな)は、日本のタレント、歌手。Moon Music 所属。北海道旭川市生まれ。血液型A型。
1984年（昭和59年）、「ミスさっぽろ」に選出される。その後、タンゴ歌手としてデビュー。アルゼンチン、ヨーロッパ、アメリカでのレコーディングを行い、数々のメディアに出演。日本でも司会者や女優として活動する中、アルゼンチン、フランス、ドイツ、アメリカからのタンゴバンドとともに毎年コンサートツアーを行う。1999年（平成11年）からは、ヨーロッパ、南北アメリカ、アジアで精力的に海外公演も行う。2008年（平成20年）にはアルゼンチン・コルドバ州のフェスティバルで、「タンゴに貢献した20人に贈る賞」を日本人として初めて受賞した。

## 人物・来歴
- 趣味：陶芸、絵画、華道。特技：陶芸挿絵、衣装デザイン。
- 1984年（昭和59年）、「ミスさっぽろ」に選出[1]。
- 小澤音楽事務所に所属。1987年（昭和62年）から1988年（昭和63年）まで日本テレビ『11PM』水曜日のアシスタントを務める。
- 1987年（昭和62年）、「タンゴ・プリマベーラ」でデビュー。1988年（昭和63年）にアルゼンチン・ブエノスアイレスでレコーディングした2ndアルバム「Rhapsody in Rain」を発表。
- 1997年（平成9年）9月、当時ブームだったサルサの老舗バンド、オルケスタ・デル・ソルに加入。アメリカ・ニューヨークにて、セルジオ・ジョージ（英語版）のプロデュースによる「BESAME MUCHO」のレコーディング。
- 1998年（平成10年）11月から日本全国40か所以上で、オルケスタ・デル・ソルによるライブコンサートやディナーショーを行う。
- 1999年（平成11年）7月、映画『アルマゲドン』の主題歌としてエアロスミスが歌い、グラミー賞ソング・オブ・ザ・イヤー受賞となった「アルマゲドン 愛のテーマ」日本語カバー曲をAN名義でリリース。
- 2001年（平成13年）4月、デビュー15周年を記念して「TANGO CONCERT TOUR」を開始。11月、東京国際フォーラムにてパリのバンドとともに凱旋公演を開催。パリで「Canto de Sirena 人魚の歌」をレコーディング。アストル・ピアソラの曲やオリジナルを含め、モダンで美しく新しいタンゴを発表する[独自研究?]。
- 2002年（平成14年）4月、「TANGO CONCERT TOUR 2002」を全国縦断で開催。12月、 初の映像作品「Canto de Sirena in 東京国際フォーラム」をリリース。四国西条市を終演に「TANGO CONCERT TOUR 2002」を終了。
- 2003年（平成15年）5月、 世界のスタンダード・ナンバーや日本の童謡などをタンゴにアレンジしたアルバム『想』をパリでレコーディング。6月、「TANGO CONCERT TOUR 2003 想」を Bunkamura オーチャードホール他4会場で公演。9月、ニューヨーク・ブルーノート、10月、ハワイ、パリ公演。
- 2004年（平成16年）3月、パリ6区区長招待公演。4月、ハワイ公演。5月、「TANGO CONCERT TOUR 2004」を広島・アステールプラザ、ブルーノート他5会場で公演。12月、ベルリン公演、国内7会場でクリスマスディナーショー公演。
- 2005年（平成17年）5月、ニューヨーク・カーネギーホール（ザンケルホール）公演。この時に共演したバンドと、ニューヨークにてレコーディング。9月、ドイツ（ベルリン）での「アジアンフェスティバル2005」に日本代表として招待される。また、ライブ出演共演したバンドとドイツにてレコーディング。パリ・シャンゼリゼ劇場（中ホール）で公演。韓国、東京プリンスホテルパークタワー、モーションブルーヨコハマ、名古屋マリオットアソシアホテル、ホテルグランヴィア広島の5会場で公演。アジア各国の曲をタンゴにアレンジしたスタンダード集の第2弾の作品「希」をニューヨーク、ベルリンにて3つのバンドと共にレコーディング。自身初の作詞/作曲作品を収録。「2005 X'mas TANGO Dinner Show」を開催。
- 2007年（平成19年）8月、旭川観光協会 旭川観光顕功賞受賞、旭川観光大使に任命される。
- 2008年（平成20年）7月、アルゼンチンの地方都市コルドバ州ラファルダで開催されるラ・ファルダ・タンゴフェスティバルへ、日本人として初出演、同フェスティバル主催者よりタンゴに貢献した功績を讃えられ「タンゴに貢献した20人に贈る賞」を受賞。
- 2009年（平成21年）3月、アルゼンチンの地方都市サン・カルロス・デ・バリローチェで開催された第8回国際タンゴサミットに出演。
- 2009年（平成21年）4月、フォルクローレの曲の数々とオリジナル2曲を織り込んだCDがアルゼンチンで収録され、日本国内で発売された、CDタイトルは『〜あなたに愛を贈ります〜』アルゼンチンでも同6月発売。同4月大阪、広島、栃木などで親子コンサートを開催、10月栃木を皮切りに、札幌、青森、宮城県仙台市、大阪、東京、横浜市、名古屋、愛媛県西条市、広島、福岡の日本全国11か所で14公演の国内コンサートツアーを開催予定。コロンビア、ペルーでも初公演。アルゼンチンでも、ブエノスアイレス（テアトロIFT）で冴木杏奈コンサートを2日間開催、1部フォルクローレ、2部タンゴの構成で公演。
- 2011年（平成23年）10月 - 11月、東日本大震災支援チャリティーコンサートを日本全国で開催。
- 2018年（平成30年）8月、タンゴの殿堂「アルゼンチン国立タンゴアカデミー」で、著名なタンゴの芸術家たちがサインを残す「黄金の書」に、アルゼンチン人以外では初めてメッセージとサインを記す。[2]
- 2021年（令和3年）4月、ラジオ『杏奈カフェ♪♪』が放送500回を迎える。記念特別企画として、ラジオドラマ『冴木杏奈の新竹取物語』（全8話）を放送。

### 海外公演
- 1999年（平成11年）5月、ニューヨークのライブハウス「S.O.B.s」にて、初の海外ライブを行う。6月、パリにて初めてのコンサートを行い、成功裏に終了。10 - 11月、ロサンゼルス、ロンドン、ニューヨークでのコンサートを開催。
- 2000年（平成12年）4月、ハワイ、パリでコンサート開催。6月、ニューヨークでコンサートを開催。
- 2001年（平成13年）10月、「TANGO CONCERT TOUR 2001」パリ公演開催。12月、「TANGO CONCERT TOUR 2001」ニューヨーク公演を同時多発テロ直後のチャリティコンサートとし、 その収益を寄付。
- 2002年（平成14年）10月、パリ公演開催。
- 2003年（平成15年）9月、ニューヨーク・ブルーノート、10月、ハワイ、パリ公演。
- 2004年（平成16年）3月、パリ6区区長招待公演。4月、ハワイ公演。12月、ベルリン公演
- 2005年（平成17年）5月、ニューヨーク・カーネギーホール（ザンケルホール）公演。9月、ドイツ（ベルリン）での「アジアンフェスティバル2005」に日本代表として招待される。パリ・シャンゼリゼ劇場（中ホール）で公演。韓国で公演。
- 2006年（平成18年）、ベルリン（トレネンパラスト）公演開催。
- 2007年（平成19年）、ブエノスアイレス市主催第9回タンゴ・フェスティバル、サンルイス・タンゴ・フェスティバル（アルゼンチン）に出演。ニューヨーク・カーネギーホール公演開催。
- 2008年（平成20年）、＜国際交流基金助成ツアー＞アルゼンチン（コルドバ）ブラジル（日本移民100周年記念公演、サンパウロ）、ドイツ（ベルリン）、ロシア（モスクワ）、フランス（パリ）、ラファルダ・タンゴフェスティバル（アルゼンチン）に招待出演。中国（長春）、アメリカ（ハワイ島）ニューヨーク（フローレンス・グルドホール）公演。
- 2009年（平成21年）、バリローチェ国際タンゴサミット（アルゼンチン）パリ・日本文化会館（フランス）メデジンタンゴフェスティバル（コロンビア）ラファルダ・タンゴフェスティバル（アルゼンチン）ニューヨーク・ラテンフェスティバル。
- 2010年（平成22年）、＜国際交流基金助成ツアー＞ブエノスアイレス市文化センター「黄金の間」で日本人歌手初のコンサート。ペルー・リマ （日系人協会大ホール）、サンラファエル「国々とワインの祭典」、サラテ市タンゴフェスティバル、ラファルダ・タンゴフェスティバル（アルゼンチン）グラナダタンゴフェスティバル（スペイン）。
- 2011年（平成23年）、コスキン・フォルクローレ国民音楽祭（アルゼンチン） フィンランド・セイナヨキ国際タンゴサミットに招待。
- 2012年（平成24年）、パリ フェスティバル イル・ド・フランス 世界のタンゴコンサート（フランス）招待出演。ハワイヒロ島（アメリカ）公演。
- 2014年（平成26年）、ワシントンD.C.第54回 National Cherry Blossom Festival オープニングセレモニー ゲスト出演。ニューヨーク ブルーノート、ボストン レガッタバーに出演。
- 2015年（平成27年）、サラテ市 第10回国際タンゴサミット招待出演。ネコチェア Catena ライブ（アルゼンチン）。
- 2018年（平成30年）3月、冴木杏奈デビュー30周年記念パリコンサート「Yakushin」（フランス）公演開催。
- 2018年（平成30年）8月、ブエノスアイレス・世界タンゴ・フェスティバル（アルゼンチン）出演。
- 2018年（平成30年）9月、ジャパン フェスティバル イン ティグレ 2018 (アルゼンチン）招待出演。

## ディスコグラフィ

### シングル
- 黄色いバラのタンゴ（1987年、東芝EMI）
- サハラセレナーデ（1990年、日本コロムビア）
- Catch Me（1993年、ビクターエンタテインメント）
- 幸せになるから/Melody〜聞こえるでしょう？（1997年、マーキュリー・ミュージックエンタテインメント） - 東海テレビ/フジテレビ系ドラマ『男の選びかた』主題歌、関西テレビ系『おもしろ旅美人』主題歌
- Besame Mucho Club Mix（1997年、東芝EMI） - サントリー ブランデーX・O キャンペーン・ソング
- 愛は未来（1998年、マーキュリー・ミュージックエンタテインメント） - 『開運!なんでも鑑定団』エンディングテーマ
- アルマゲドン 愛のテーマ - I DON'T WANT TO MISS A THING - （1999年、Sony Music Entertainment (Japan) Inc.） - エアロスミス「ミス・ア・シング」の日本語カバー。ANという歌手名でリリース。
- なぐさめ/もしもあなたが泣きたい夜は（2012年、日本クラウン）
- 天使のダイアリー（2012年、Moon Music）
- 最初の一歩/With love（2013年、日本クラウン）
- 変らない5世紀 Cinco Siglos Igual/ラ・マサ La Maza（2014年、Moon Music）
- DESTINO〜運命〜/歌いましょう（2015年、Moon Music）

### アルバム
- タンゴ・プリマベーラ（1987年、東芝EMI）
- Rhapsody in Rain（1989年）
- Standard Tango（1990年）
- Besame Mucho（1997年）
- Soul of Tango ソウル オブ タンゴ（1999年、東芝EMI）
- Canto de Sirena カント・デ・シレーナ〜人魚の歌〜（2001年）
- 想（おもい）（2003年）
- 希（ねがう）（2005年）
- CONCIERT DE ANNA Clasica コンシエルト・デ・アンナ・クラシカ（2007年）
- CONCIERT DE ANNA Moderna コンシエルト・デ・アンナ・モデルナ（2007年）
- 太陽の両腕で月の瞳で（2008年）
- YO VENGO A OFRECER MI CORAZON 〜あなたに愛を贈ります〜（2009年）
- TAMGO DEL MUNDO タンゴス・デル・ムンド 世界のタンゴ（2010年）
- 神様お願いします。SOLO LE PIDO A DIOS（2012年）
- RENACERE〜生まれ変わる〜 PIAZZOLLA INMORTAL 不滅のピアソラ（2012年）
- Anna  Tango  アンナ・タンゴ（2014年）
- 神様お願いします。II SOLO LE PIDO A DIOS II（2014年）
- ANNATORONIKA アンナトロニカ（2015年）
- 魂の翼に乗せて 〜30Años〜（トレンタアーニョス）（2017年）
- 一期一会 〜30Años〜（トレンタアーニョス）（2017年）
- 躍進 〜30Años〜（トレンタアーニョス）[2枚組]（2017年）

### 上記以外の曲
- 愛の旅立ち（1989年） - NHK『みんなのうた』1989年12月・1990年1月の放送曲[3]。1990年に日本コロムビアから発売されたコンピレーション・アルバム『CDツイン NHKみんなのうたベスト』（品番：COCC-6995/6）に収録されている。

### DVDビデオ
- Canto de Sirena in 東京国際フォーラム（2002年、TCエンタテインメント）
- Tango Concert Tour 想（2004年、レントラックジャパン）
- 20th Anniversary Concert〜あなたとともに〜（2007年、Moon Music）
- JAPAN TOUR 2009 YO VENGO A OFRECER MI CORAZON LIVE CONCERT
- 冴木杏奈ワールドコンサートツアー2009 〜あなたに愛を贈ります～ ライブコンサート DVD&CD（2010年、Moon Music）
- 音楽劇 天使のダイアリー（2012年）
- 映画「わたし」の人生(みち）〜我が命のタンゴ（2013年）
- 舞台 Inner World Evolution 〜内世界の進化〜（2017年）
- 舞台 Anita Inner World Evolution 番外編（2017年）
- 舞台 Inner World Evolution 内世界の進化 II（2018年）
- 舞台 Inner World Evolution 内世界の進化 III（2019年）
- 舞台 Inner World Evolution 内世界の進化 IV〜番外編〜（2020年）

## 出演

### テレビドラマ
- アナウンサーぷっつん物語スペシャル（1987年10月1日、フジテレビ）
- 愛はどうだ 第1話（1992年4月17日、TBS）
- 花の咲く家（1993年9月 - 12月、東海テレビ）
- 火曜サスペンス劇場 犯罪心理分析官 2・3（1996年7月23日・1997年8月12日、日本テレビ） - 久保寺由紀 役
- はぐれ刑事純情派 PART9 第19話「ダンス教室の殺意!?夢を庇う女」（1996年8月14日、テレビ朝日）
- はるちゃん（1996年、東海テレビ） - 芸者 役（連続ドラマ版後期レギュラー）

### テレビ番組
- 11PM（1987年7月 - 1988年3月、日本テレビ） - 水曜アシスタント
- ニュースを見に行く!（1987年10月 - 1988年3月、テレビ東京） - 司会
- ふるさとZIP探偵団（1989年4月 - 1999年9月、関西テレビ） -  秘書 役
- 夢の乱入者（1990年2月から出演、関西テレビ） - 初代アシスタント
- 音楽は恋人（1992年4月 - 1993年3月、NHK総合） - レギュラー司会
- 素晴らしき地球の旅〜アメリカの心を訪ねて ミシシッピーハッピーランド紀行[要検証 – ノート]（NHK BS[どれ?]）

### ラジオ番組
- 杏奈カフェ♪♪（2011年10月2日 - 2023年9月30日、MUSIC BIRD for COMMUNITY）

### 映画
- BEST GUY（1990年）
- ラスト、コーション（2007年から各国で順次公開） - 挿入歌「Donde estas Corazon」（あなたの心はどこに）歌唱
- 「わたし」の人生 我が命のタンゴ（2012年） - 堂島実加子 役

### VHSビデオ
- 恋のStep Up!〜他人の女攻略法（1992年、日本コロムビア）

### 舞台
- 音楽劇 天使のダイアリー（2012年3月東京、広島、4月大阪、7月東京、香川、名古屋） - 主演
- 音楽劇 天使のダイアリーII（2013年4月東京） - 主演
- おかあちゃん 〜コシノアヤコ物語〜（2014年11月大阪、12月東京） - 根来久子（シンガーミシンの先生）立花京子（立花の娘） 二役
- 早春のニューヨーク〜あなたを忘れない〜（2015年5月東京、大阪） - 主演 のぞみ 役
- Inner World Evolution インナー ワールド エボリューション 内世界の進化（2016年4月 - 5月東京、6月名古屋） - 主演 アニータ 役
- 希望の色（2016年7月東京） - 主演 立花安奈 役
- Anita Inner World Evolution アニータ インナー ワールド エボリューション 番外編（2017年1月東京、2月広島、横浜） - 企画・主演 女神アニータ 役
- Inner World Evolution インナー ワールド エボリューション〜内世界の進化〜II（2018年5月東京、広島、名古屋） - 企画・主演 女神アニータ 役
- 南十字星へのプレリュード（2018年11月東京） - 主演 アナ役
- Inner World Evolution インナー ワールド エボリューション〜内世界の進化〜III（2019年4月 - 5月東京、大阪、広島） - 企画・主演 女神アニータ 役
- ブエノスアイレスの傘 〜ピアソラ＆フェレールへのオマージュ〜（2019年8月 - 9月横浜） - 企画・主演 冴木杏奈
- Inner World Evolution インナー ワールド エボリューション 内世界の進化 IV 〜番外編〜（2019年11月 - 12月東京、広島） - 企画・主演 女神アニータ 役
- 新竹取物語（2023年4月 - 福岡）- 主演 かぐや姫 役
- MOMOJIRO（2023年11月- 福岡、12月-東京）- 主演 桃次郎 役
- 新竹取物語（2024年2月 - 東京）- 主演 かぐや姫 役
- シンフォニー朗読劇「ベートーヴェン〜魂の交響曲〜」（2025年4月 - 7月 - 東京、愛知） - マリア 役[4][5][6]